# Ectropis albobrunnea
Ectropis albobrunnea là một loài bướm đêm trong họ Geometridae.